# Stanley Meyer
Pour les articles homonymes, voir Meyer.
Stanley Allen Meyer, né le 24 août 1940 et mort le 21 mars 1998, est un pseudo-inventeur américain.

## Biographie
Il aurait conçu un moteur à eau utilisant un système permettant de provoquer la décomposition des molécules d'eau en l'hydrogène et l'oxygène qu'elles contiennent.
Stanley Meyer est condamné pour fraude en 1996, car la cour juge que son invention n'est qu'une électrolyse classique, s'éloignant fortement du rendement annoncé.
Il construit plusieurs prototypes pour montrer son invention, à bord d'une Chevrolet Camaro 1978 et d'un Buggy en présence de la chaîne locale WSYX (filiale d'ABC),. Meyer estime alors pouvoir faire le trajet de Los Angeles à New York avec seulement 83 litres d'eau.
En 1990, les investisseurs de Meyer portent plainte pour fraude manifeste (gross and egregious fraud). Lors du jugement, le prototype présente un rendement inférieur à ce qu'il serait si la théorie de Meyer était juste. La cour décide qu'il ne s'agit en fait que d'une électrolyse conventionnelle, conclut qu'il y a effectivement fraude manifeste et condamne Meyer à verser 25 000 dollars aux investisseurs.

## Décès
Meyer décède le 21 mars 1998 à la sortie d'un restaurant. Le rapport d'autopsie de la police du comté de Franklin (Ohio) conclut à une rupture d'anévrisme à l'âge de 57 ans. Son décès va cependant alimenter des théories complotistes liées à la thématique de la censure de l'énergie libre.

## Brevets
Les brevets de Meyer ont expiré et ses inventions sont désormais dans le domaine public, sans restriction ni redevance. Pourtant, aucun fabricant de moteur ou de véhicule n'a jamais incorporé le travail de Meyer,.